# Iris Hundertmark
Iris Hundertmark (* 12. September 1974 in Hamburg) ist eine deutsche Apothekerin, die aufgrund ihrer Homöopathie-kritischen Haltung überregional bekannt wurde.

## Werdegang
Hundertmark, deren Mutter bereits eine Apotheke besaß, machte 1994 Abitur und absolvierte danach eine Ausbildung zur Pharmazeutisch-technischen Assistentin an der Carl-Engler-Schule in Karlsruhe. Von 1997 bis 2001 studierte sie an der Ruprecht-Karls-Universität in Heidelberg Pharmazie. Nach Abschluss des Studiums mit dem 3. Staatsexamen war sie in leitender Funktion in verschiedenen Apotheken in München und Umgebung tätig, bevor sie 2016 die Bahnhof-Apotheke im oberbayerischen Weilheim übernahm, welche sie in Folge um- und ausbaute.

## „Apotheke ohne Homöopathie“
Hundertmark entschied sich im August 2018 dafür, sämtliche Homöopathika aus ihrem Sortiment zu entfernen und diese nur noch auf ärztliche Verordnung herauszugeben oder wenn der Kunde dies explizit wünsche. Sie begründete ihre Entscheidung damit, dass die Lehre der Homöopathie mit dem naturwissenschaftlichen Pharmaziestudium nicht zu vereinbaren sei. Homöopathie wirke nicht über den Placeboeffekt hinaus; eine wissenschaftlich belegbare Wirkung sei nicht nachzuweisen. Dies sei für sie auch eine Gewissensentscheidung; sie wolle ihre Kunden ehrlich beraten. Hundertmark machte diesen Schritt öffentlich. Nachdem zunächst regionale Medien berichteten, erfuhr der Fall auch überregional sowie im Ausland mediale Rezeption. Auch in den Sozialen Medien entspann sich unter dem Hashtag #ApothekeOhneHomöopathie eine intensive Diskussion. Während sie nach eigener Aussage von ihren Kunden viel positive Resonanz bekam, wurde Hundertmark von Kollegen zum Teil massiv kritisiert und angefeindet. So wurde ihr unter anderem mangelnde Fachkenntnis unterstellt und ihr vorgeworfen, die angeblichen Belege für eine Wirksamkeit von Homöopathie zu ignorieren.
Laut Hundertmark war sie zu der Zeit die einzige Apothekerin Deutschlands, die sich konsequent von der Homöopathie abwandte und dies auch öffentlich machte. Inzwischen sind auch andere Apotheker dem Beispiel Hundertmarks gefolgt.
Iris Hundertmark ist aktives Mitglied im Informationsnetzwerk Homöopathie.